# Paranerita irregularis
Paranerita irregularis är en fjärilsart som beskrevs av Rothschild 1909. Paranerita irregularis ingår i släktet Paranerita och familjen björnspinnare. Inga underarter finns listade i Catalogue of Life.